# سيدا نورلاندر
سيدا نورلاندر (بالهولندية: Seda Noorlander) مواليد 22 مايو 1974 في لاهاي، هولندا، هي لاعبة كرة مضرب هولندية سابقة بدأت مسيرتها كمحترفة سنة 1993 وكانت تلعب باليد اليمنى، اعتزلت اللعب في 2006. أعلى تصنيف لها في الفردي كان المركز الـ 80 في سنة 1999. أعلى تصنيف لها في الزوجي كان المركز الـ 47 في سنة 1999.

## النهائيات

### الفردي: 1 (0–1)
| الحصيلة | الرقم | التاريخ       | الدورة                    | الأرضية | المنافس      | النتيجة       |
| ------- | ----- | ------------- | ------------------------- | ------- | ------------ | ------------- |
| الوصافة | 1.    | 17 يونيو 2001 | طشقند المفتوحة، أوزبكستان | صلبة    | بيانكا لاماد | 3–6, 6–2, 2–6 |

### الزوجي: 3 (1–2)
| الحصيلة | الرقم | التاريخ        | الدورة                                  | الأرضية | الشريك            | المنافس                        | النتيجة  |
| ------- | ----- | -------------- | --------------------------------------- | ------- | ----------------- | ------------------------------ | -------- |
| الوصافة | 1.    | 27 يوليو 1998  | سوبوت، بولندا                           | ترابية  | آسا سفينسون       | كفيتا بيشكه هيلينا فيلدوفا     | 2–6, 4–6 |
| الوصافة | 2.    | 4 يناير 1999   | أوكلاند المفتوحة للسيدات، نيوزيلندا     | صلبة    | مارلين فاينغارتنر | سيلفيا فارينا إيليا بربارا شيت | 2–6, 6–7 |
| الفوز   | 3.    | 21 فبراير 1999 | بطولة كولومبيا المفتوحة للتنس، كولومبيا | ترابية  | كريستينا باباداكي | لورا مونتالفو باولا سوريس      | 6–4, 7–6 |

## روابط خارجية
- سيدا نورلاندر على موقع رابطة محترفات التنس (الإنجليزية)
- سيدا نورلاندر على موقع الاتحاد الدولي لكرة المضرب (الإنجليزية)
- سيدا نورلاندر على موقع كأس بيلي جين كينغ (الإنجليزية)
- سيدا نورلاندر على موقع بطولة ويمبلدون (الإنجليزية)
- سيدا نورلاندر على موقع خلاصة التنس.كوم (الإنجليزية)